# Hedensted Kommune
|  | For Hedensted Kommune før kommunalreformen i 2007, se Hedensted Kommune (1970-2006). |
Hedensted Kommune er navnet på en kommune i det sydøstlige Jylland, der opstod ved Kommunalreformen i 2007.
Nuværende borgmester er Ole Vind fra Venstre, der har siddet fra 1. januar 2022. Ved konstitueringen fortsatte den hidtidige viceborgmester, Hans Kristian Skibby (MF), dengang Dansk Folkeparti (fra 22. februar 2022 løsgænger) som viceborgmester.
Hedensted Kommune opstod ved sammenlægningen i 2007 af følgende:
- Hedensted Kommune (1970-2006)
- Juelsminde Kommune
- Tørring-Uldum Kommune (m. undtagelse af Grejs Sogn, som stemte sig til Vejle Kommune d. 19. april 2005)

Som formand for sammenlægningsudvalget og dermed som kommende borgmester, blev valgt Jørn Juhl Nielsen fra
Socialdemokratiet. Som 1. næstformand blev
Erik Kvist fra Dansk Folkeparti valgt, og Erik Vinther fra Venstre blev 2. næstformand.
Hedensted Kommune er en del af Region Midtjylland.

## Byer i kommunen
| Kommunens største byer |             |                   |
| Nr                     | By          | Indbyggere (2025) |
| 1                      | Hedensted   | 13.458            |
| 2                      | Juelsminde  | 3.975             |
| 3                      | Tørring     | 2.930             |
| 4                      | Hornsyld    | 1.646             |
| 5                      | Lindved     | 1.444             |
| 6                      | Uldum       | 1.364             |
| 7                      | Øster Snede | 1.208             |
| 8                      | Rask Mølle  | 1.149             |
| 9                      | Daugård     | 1.121             |
| 10                     | Ølholm      | 940               |
| 11                     | Ølsted      | 871               |
| 12                     | Stouby      | 863               |
| 13                     | Barrit      | 763               |
| 14                     | Glud        | 686               |
| 15                     | Åle         | 616               |
| 16                     | Snaptun     | 477               |
| 17                     | Bjerre      | 475               |
| 18                     | Rårup       | 451               |
| 19                     | Korning     | 418               |
| 20                     | Stenderup   | 401               |

Byen Løsning regnes i dag som en del af det sammenhængende byområde Hedensted.

## Politik

### Mandatfordeling
| 11 |  |  | 2 | 11 |  |

| 21 | 6 |

| 8 |  | 2 |  | 3 | 12 |

| 24 |

| 8 |  |  | 4 | 13 |

| 22 | 5 |

| 8 |  |  |  | 4 | 12 |

| 19 | 8 |

| 9 | 2 |  |  | 2 | 2 | 10 |

| 19 | 8 |

| 9 |  |  |  |  |  | 11 | 2 |

| 20 | 7 |

### Nuværende byråd
| Navn                    | Parti                                    |
| ----------------------- | ---------------------------------------- |
| Ole Vind (Borgmester)   | Venstre - 10 mandater                    |
| Merete Skovgaard        | Venstre - 10 mandater                    |
| Lars Poulsen            | Venstre - 10 mandater                    |
| Kim Tuominen            | Venstre - 10 mandater                    |
| Jakob Toftebjerg        | Venstre - 10 mandater                    |
| Jeppe Mouritsen         | Venstre - 10 mandater                    |
| Hans Vacker             | Venstre - 10 mandater                    |
| Viggo Kjær Poulsen      | Venstre - 10 mandater                    |
| Lene Tingleff           | Venstre - 10 mandater                    |
| Gitte Andersen          | Venstre - 10 mandater                    |
| Kasper Glyngø           | Socialdemokratiet - 9 mandater           |
| Claus Thaisen           | Socialdemokratiet - 9 mandater           |
| Hanne Grangaard         | Socialdemokratiet - 9 mandater           |
| Finn Kejfe Abrahamsen   | Socialdemokratiet - 9 mandater           |
| Henrik Alleslev         | Socialdemokratiet - 9 mandater           |
| Steen Christensen       | Socialdemokratiet - 9 mandater           |
| Liselotte Hillestrøm    | Socialdemokratiet - 9 mandater           |
| Jacob Ejs               | Socialdemokratiet - 9 mandater           |
| Dorrit Haulrich         | Socialdemokratiet - 9 mandater           |
| Hans Kristian Skibby    | Dansk Folkeparti - 2 mandat              |
| Ove Kjærskov Nielsen    | Dansk Folkeparti - 2 mandat              |
| Lars Jensen             | Det Konservative Folkeparti - 2 mandater |
| Søren Vanting           | Det Konservative Folkeparti - 2 mandater |
| Birgit Jakobsen         | Kristendemokraterne - 2 mandater         |
| Ester Due               | Kristendemokraterne - 2 mandater         |
| Rune Mikkelsen          | Nye Borgerlige - 1 mandat                |
| Mads-Peder Winther Søby | Socialistisk Folkeparti - 1 mandat       |

| Navn                 | Skiftet fra                 | Skiftet til          | Dato              |
| -------------------- | --------------------------- | -------------------- | ----------------- |
| Hans Kristian Skibby | Dansk Folkeparti            | Løsgænger            | 22. februar 2022  |
| Hans Kristian Skibby | Løsgænger                   | Danmarksdemokraterne | 25. juni 2022     |
| Rune Mikkelsen       | Nye Borgerlige              | Løsgænger            | 28. august 2023   |
| Rune Mikkelsen       | Løsgænger                   | Danmarksdemokraterne | 18. december 2023 |
| Søren Vanting        | Det Konservative Folkeparti | Moderaterne          | 15. marts 2024    |

| Udtrådt          | Indtrådt             | Parti                         | Dato           |
| ---------------- | -------------------- | ----------------------------- | -------------- |
| Allan Petersen † | Ove Kjærskov Nielsen | Dansk Folkeparti              | 20. marts 2022 |
| Ester Due        | Simon Bendfeldt      | Kristendemokraterne / Venstre | 1. januar 2024 |

### Byråd 2018-2022
| Navn                       | Parti                          |
| -------------------------- | ------------------------------ |
| Kirsten Terkilsen          | Venstre - 12 mandater          |
| Merete Skovgaard           | Venstre - 12 mandater          |
| Lars Poulsen               | Venstre - 12 mandater          |
| Ole Vind                   | Venstre - 12 mandater          |
| Carsten Clausen            | Venstre - 12 mandater          |
| Lene Tingleff              | Venstre - 12 mandater          |
| Hans Vacker                | Venstre - 12 mandater          |
| Erling Juul                | Venstre - 12 mandater          |
| Gitte Andersen             | Venstre - 12 mandater          |
| Jeppe Mouritsen            | Venstre - 12 mandater          |
| Peter Sebastian Petersen   | Venstre - 12 mandater          |
| Bent Poulsen               | Venstre - 12 mandater          |
| Kasper Glyngø (Borgmester) | Socialdemokratiet - 8 mandater |
| Mette Juhl                 | Socialdemokratiet - 8 mandater |
| Claus Thaisen              | Socialdemokratiet - 8 mandater |
| Steen Christensen          | Socialdemokratiet - 8 mandater |
| Hanne Grangaard            | Socialdemokratiet - 8 mandater |
| Jacob Ejs                  | Socialdemokratiet - 8 mandater |
| Liselotte Hillestrøm       | Socialdemokratiet - 8 mandater |
| Henrik Alleslev            | Socialdemokratiet - 8 mandater |
| Hans Kristian Skibby       | Dansk Folkeparti - 4 mandater  |
| Allan Petersen             | Dansk Folkeparti - 4 mandater  |
| Ove Kjærskov Nielsen       | Dansk Folkeparti - 4 mandater  |
| Erik Kvist                 | Dansk Folkeparti - 4 mandater  |
| Birgit Jakobsen            | Kristendemokraterne - 1 mandat |
| Torsten Sonne Petersen     | SF - 1 mandat                  |
| Lars Bro                   | Liberal Alliance - 1 mandat    |

### Liste over borgmestre
| # | Periode                            | Navn              | Parti              |
| - | ---------------------------------- | ----------------- | ------------------ |
| 1 | 1. januar 2007 - 31. december 2009 | Jørn Juhl Nielsen | Socialdemokraterne |
| 2 | 1. januar 2010 - 31. december 2017 | Kirsten Terkilsen | Venstre            |
| 3 | 1. januar 2018 - 31. december 2021 | Kasper Glyngø     | Socialdemokratiet  |
| 4 | 1. januar 2022 -                   | Ole Vind          | Venstre            |

## Hedenstederne
Hedensted Kommunes har i 2013 iværksat en kampagne under navnet "Hedenstederne", der skal markedsføre de 29 lokalområder, der ligger i kommunen mellem Horsens og Vejle for at tiltrække flere borgere og mere erhverv til området. Kommunen har, som en del af kampagnen, oprettet et korps af borgere, der tager imod tilflyttere i visse byer.